# Zofiówka (powiat krotoszyński)
Zofiówka – osada leśna w Polsce, położona w województwie wielkopolskim, w powiecie krotoszyńskim, w gminie Krotoszyn.
Miejscowość leżała w obrębie księstwa krotoszyńskiego (1819-1927), którym władali książęta rodu Thurn und Taxis. W okresie Wielkiego Księstwa Poznańskiego (1815-1848) miejscowość wzmiankowana jako (niem.) folwark Sophienhöcke należała do wsi mniejszych w ówczesnym pruskim powiecie Krotoszyn w rejencji poznańskiej. Folwark Sophienhöcke należał do okręgu krotoszyńskiego tego powiatu i stanowił część majątku Orpiszewo, którego właścicielem był wówczas książę Maximilian Karl von Thurn und Taxis. Według spisu urzędowego z 1837 roku wieś liczyła 13 mieszkańców, którzy zamieszkiwali dwa dymy (domostwa).